# Гоулберн
Го́улберн (англ. Goulburn) — провинциальный город в Новом Южном Уэльсе, Австралия. Расположен в 90 километрах от Канберры и 195 от Сиднея по шоссе Хьюма, на высоте 690 метров над уровнем моря. По переписи 2011 года население составляет 21 484 человека.
Известен, как первый в Австралии город, заложенный не на побережье, а в глубине материка.
В 1984 году в Гоулберн из Сиднея была переведена Полицейская академия Нового Южного Уэльса, ныне являющаяся крупнейшим образовательным учреждением для офицеров правоохранительных органов в южном полушарии.
В Гоулберне располагается Гоулбернский исправительный центр — мужская тюрьма наивысшего уровня безопасности в Австралии, в которой содержатся многие известные опасные преступники.
В 2015 году Гоулберн стал местом необычного явления — в городе прошёл дождь из пауков.

## Климат
| Показатель                                                                                       | Янв. | Фев. | Март | Апр. | Май  | Июнь  | Июль | Авг.  | Сен. | Окт. | Нояб. | Дек. | Год   |
| ------------------------------------------------------------------------------------------------ | ---- | ---- | ---- | ---- | ---- | ----- | ---- | ----- | ---- | ---- | ----- | ---- | ----- |
| Абсолютный максимум, °C                                                                          | 40,4 | 39,6 | 35,9 | 30,7 | 24,4 | 20,7  | 18,6 | 24,1  | 27,1 | 31,3 | 39,9  | 38,6 | 40,4  |
| Средний суточный максимум, °C                                                                    | 27,8 | 26,2 | 23,6 | 19,8 | 15,9 | 12,4  | 11,6 | 13,5  | 16,5 | 19,7 | 22,9  | 25,6 | 19,6  |
| Средний суточный минимум, °C                                                                     | 12,6 | 12,7 | 9,9  | 5,6  | 2,5  | 1,3   | 0,2  | 0,5   | 3,1  | 5,1  | 8,2   | 10,6 | 6,0   |
| Абсолютный минимум, °C                                                                           | −0,1 | 0,7  | −0,1 | −6,3 | −8,1 | −10,2 | −9,1 | −10,9 | −7,4 | −5,6 | −4,4  | −1,2 | −10,9 |
| Норма осадков, мм                                                                                | 47,2 | 54,7 | 39,7 | 26,5 | 32,6 | 58,3  | 34,3 | 38,9  | 46,2 | 51,2 | 54,5  | 58,0 | 542,1 |
| Источник: Австралийское бюро метеорологии Данные по температуре 1991–2015, по осадкам 1994–2015. |      |      |      |      |      |       |      |       |      |      |       |      |       |